# Liste der Wüstungen im Landkreis Nordhausen
Diese Liste führt die Wüstungen im Landkreis Nordhausen auf. Sie erhebt keinen Anspruch auf Vollständigkeit. In mehreren Fällen kommen als Ereignisse für das wüst fallen kommen der Feldzug von Adolf von Nassau 1294 und der Fleglerkrieg von 1412 infrage.
| Name           | Lage                                                               | Erster- wähnung       | Beginn des Wüstliegens | Bemerkungen | Bild |
| -------------- | ------------------------------------------------------------------ | --------------------- | ---------------------- | --- | ---- |
| Rossungen      | bei Himmelgarten                                                   | 21. Dezember 1140     | 1294                   | 1295 wird das Kloster Himmelgarten auf den Ruinen des zerstörten Dorfes erbaut |      |
| Bechersdorf    | bei Urbach                                                         |                       | 1294                   | |      |
| Ebersborn      | bei Urbach                                                         |                       | 1294                   | |      |
| Tütschenwenden | bei Bösenrode                                                      |                       | 1294                   | |      |
| Ballrode       | bei Harzungen                                                      |                       | 1294                   | Einwohner siedelten sich überwiegend in Niedersachswerfen, teilweise in Harzungen an |      |
| Wachsbach      | bei Petersdorf am Eichenberg                                       |                       | 1294                   | Einwohner siedelten sich in Petersdorf an |      |
| Riethof        | bei Heringen/Helme, 2 km östlich                                   |                       | 1404                   | Soll bei Streitigkeiten zwischen Dietrich IX. von Hohnstein-Heringen und den Mönchen von Walkenried ausgeplündert und niedergebrannt worden sein. Dachziegeln wurden 1960 gefunden.              |      |
| Welkerode      | bei Heringen/Helme, 2 km südwestlich                               |                       | 1407                   | Bei Belagerung Heringens zerstört. Kirche stand am „hohlen Graben“. |      |
| Thiergarten    | bei Neustadt unterhalb Burg Hohnstein 51° 34′ 14″ N, 10° 49′ 42″ O |                       | 1412                   | Die Siedlung hatte 22 Gehöfte. Die Bewohner waren u. a. zuständig für die Versorgung der Burg Hohnstein (Fisch, Wildbret) und siedelten sich nach der Zerstörung im Fleglerkrieg in Neustadt an. |      |
| Blicherode     | bei Neustadt                                                       |                       | 1412                   | Einwohner siedelten sich in Neustadt an |      |
| Harzfeld       | bei Neustadt 51° 32′ 59″ N, 10° 50′ 37″ O                          |                       | 1412                   | Kirchenruine vorhanden, Bezeichnung des nahegelegenen Waldstücks als Harzfelder Holz, Einwohner siedelten sich in Neustadt an                                                                    |      |
| Günsdorf       | bei Neustadt                                                       |                       | 1412                   | Einwohner siedelten sich in Neustadt an |      |
| Tütschenrode   | bei Rüdigsdorf                                                     |                       | 1412                   | |      |
| Bischofferode  | bei Niedersachswerfen, unterhalb des Johannisberges                |                       | 1412                   | Das Dorf war von einer Mauer umgeben, deren Reste noch sichtbar sind. Einwohner siedelten sich überwiegend in Niedersachswerfen an.                                                              |      |
| Hunsdorf       | bei Steigerthal                                                    |                       | 1412                   | Eine Kirchenruine ist erhalten |      |
| Elbingen       | bei Buchholz                                                       |                       | 1412                   | |      |
| Crimderode     | bei Urbach am Märschgraben, südöstlich vom Rodeberge               | 891 als Criemhilterot | 1412                   | Gleichnamiges Dorf ca. 5 km entfernt (Krimderode) |      |
| Grumbach       | bei Leimbach                                                       |                       | 1412                   | |      |
| Timderode      | bei Görsbach                                                       |                       | 1416                   | [ 8 ] |      |
| Vockenrode     | bei Sägemühle 51° 33′ 5″ N, 10° 52′ 51″ O                          | 1253                  | 1436                   | 23 Häuser |      |
| Hopperode      | bei Wernrode 51° 23′ 54″ N, 10° 45′ 59″ O                          | 1. Juni 1246          | 1899                   | 1 Haus, Einwohner siedelten sich überwiegend in Wernrode an. |      |